# Cratichneumon infidus
Cratichneumon infidus är en stekelart som först beskrevs av Wesmael 1848.  Cratichneumon infidus ingår i släktet Cratichneumon och familjen brokparasitsteklar. Arten är reproducerande i Sverige. Inga underarter finns listade i Catalogue of Life.